# Lipănești
Lipănești is een Roemeense gemeente in het district Prahova.

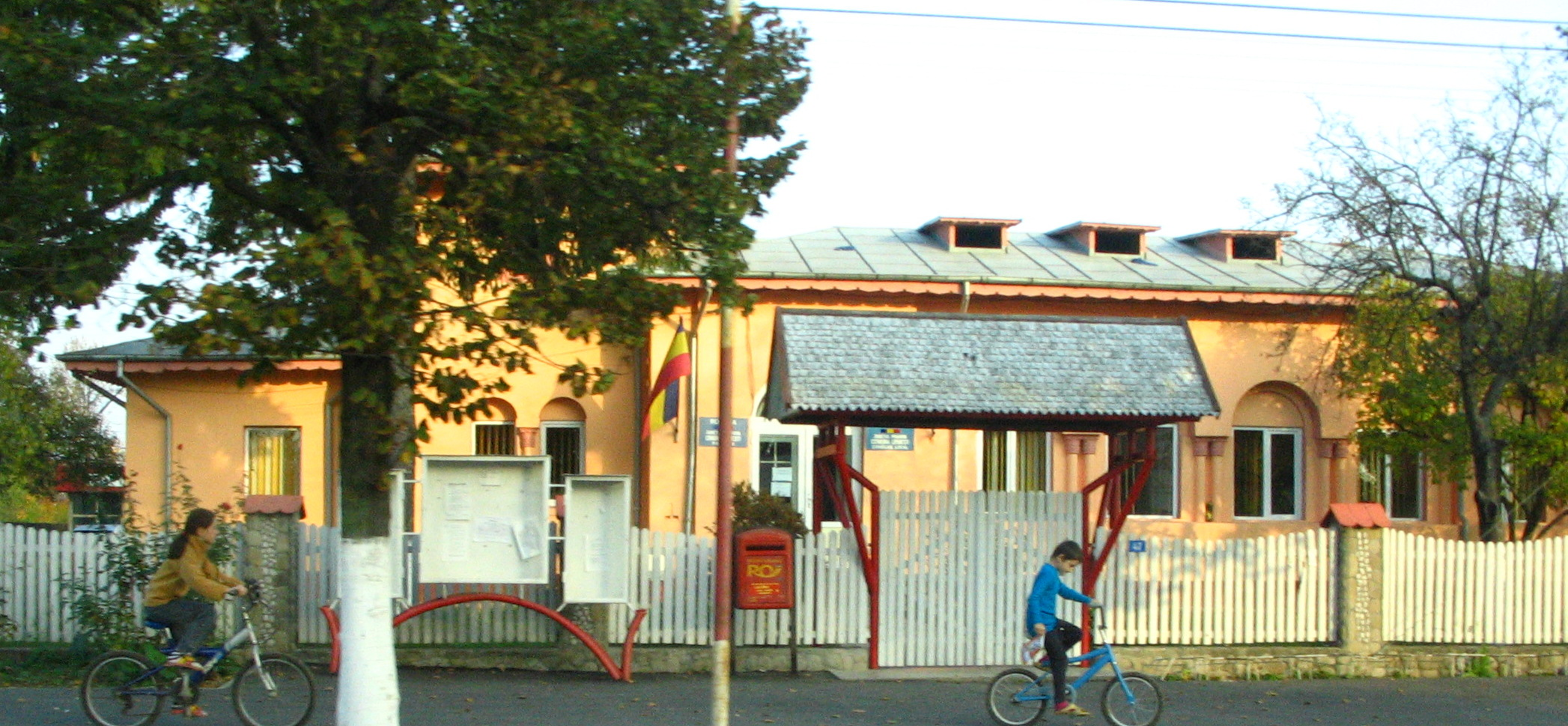
Gemeentehuis

Lipănești telt 5227 inwoners.